# 쿠시 점보
쿠시 점보(Cush Jumbo, 1985년 9월 23일 ~ )는 잉글랜드의 배우, 작가, 제작자이다. 연극 《줄리어스 시저》의 마르쿠스 안토니우스 역 연기로 2013년 로런스 올리비에상 여우조연상 후보에, 2022년 《햄릿》의 햄릿 왕자 역 연기로 여우주연상 후보에 올랐다. 연극계에 공헌한 점을 인정 받아 2019년 엘리자베스 2세 생일 대영 제국 훈장 장교(OBE) 수훈자 명단에 포함되었다.

## 출연 작품

### 영화
- 리메인더 (2016, Remainder)

### 텔레비전
- 토치우드 (2009)
- 여형사 베라 (2012, 2015-16)
- 굿 와이프 (2015-16)
- 굿 파이트 (2017-21)
- 스테이 클로즈 (2021)